# Edda Schneider
 Edda Schneider  (geboren im 20. Jahrhundert) ist eine deutsche Rechtsanwältin. Von 1990 bis 2003 war sie Richterin am Bayerischen Verfassungsgerichtshof.

## Leben
Edda Schneider studierte Germanistik und Jura. Sie arbeitete als Redakteurin, Rechts- und Personalreferentin sowie als Rechtsanwältin.
Am 12. Dezember 1990 wurde Edda Schneider vom Bayerischen Landtag auf Vorschlag der SPD-Fraktion als nichtberufsrichterliches Mitglied des Bayerischen Verfassungsgerichtshof vorgeschlagen. Der Bayerische Landtag bestätigte den Vorschlag einstimmig per Akklamation. Ebenso wurde Schneider 1994 und 1998 wiedergewählt. Sie übte das Amt bis 2003 aus.

## Publikationen
- mit Dieter Menath: Partnersuche per Inserat. Was Sie wissen müssen, damit es klappt! Goldmann, München 2000, ISBN 978-3-442-16281-9.
- mit Dieter Menath: Ich liebe meinen Job! Mehr Zufriedenheit und Erfüllung in Beruf und Karriere. Hoffmann und Campe, Hamburg 2005, ISBN 978-3-455-09483-1.